# Tom McCleister
Thomas „Tom“ McCleister (* 26. Mai 1949 in New York City) ist ein US-amerikanischer Schauspieler, der vor allem durch seine Rolle als Ike in der Fernsehserie Eine schrecklich nette Familie bekannt wurde.

## Karriere
McCleister hatte sein Debüt im Film im Alter von 33 Jahren in der Musikkomödie Splitz.
Es folgten Zahlreiche Gast- und Nebenrollen in Fernsehserien wie Murphy Brown, Eine schrecklich nette Familie, Crossing Jordan – Pathologin mit Profil, New York Cops – NYPD Blue, Roswell, Angel – Jäger der Finsternis, Matlock, Jake und McCabe – Durch dick und dünn, Diagnose: Mord und Providence. In der Folge Q – unerwünscht (engl. Q-Less) der Science-Fiction-Fernsehserie Star Trek: Deep Space Nine spielte er die Figur des Kolos.
Außerdem spielte er in Spielfilmen wie Midnight Run – Fünf Tage bis Mitternacht (1988), Twins – Zwillinge (1988) an der Seite von Arnold Schwarzenegger und Danny DeVito und in Grand Theft Parsons (2003). In Clint Eastwoods Oscar-prämierten Film Million Dollar Baby porträtierte er 2004 einen Anwalt.
Neben seiner Arbeit für Film und Fernsehen ist McCleister Theaterschauspieler. So spielte er Miltenberger in Rainer Werner Fassbinders Bremer Freiheit, Sylvestro in The Cheats of Scapin (frei nach Scapins Streiche), Victor Spassov in David Edgars The Shape of the Table, in William Shakespeares Wie es euch gefällt sowie die Figur des Alex Priest in Heisenberg. Zudem veranstaltete er die Tom McCleister Christmastime Theatrical Extravaganza.

## Filmografie
- 1982: Splitz
- 1983: The American Snitch
- 1985: Harte Pfeile – Mitten ins Herz
- 1986: Matlock
- 1987: Polizeirevier Hill Street
- 1987: Hunter
- 1987: Jake und McCabe – Durch dick und dünn
- 1987: Newhart
- 1988: Mama's Family
- 1988: Der Brady-Skandal (Fernsehfilm)
- 1988: Midnight Run – 5 Tage bis Mitternacht
- 1988: Twins – Zwillinge (Synchronsprecher: Karl Schulz)
- 1988–1989: Murphy Brown
- 1989: Inspektor Hooperman
- 1989: Duet
- 1989: Fletch – Der Tausendsassa
- 1992: Daddy schafft uns alle
- 1992: Überflieger
- 1993: Wunderbare Jahre
- 1993: Star Trek: Deep Space Nine (Folge “Q” – unerwünscht)
- 1993: Ein Cop und ein Halber
- 1993: Blossom
- 1993: New York Cops – NYPD Blue
- 1994: Die Abenteuer des Brisco County jr.
- 1994: Midnight Run – Ein Kopfgeldjäger mit Herz (Fernsehfilm)
- 1994: Das Geheimnis von Seacliff Inn (Fernsehfilm)[4]
- 1994: Two Over Easy (Kurzfilm)
- 1994–1997: Eine schrecklich nette Familie
- 1995: Dangerous Dreams – Gefährliche Träume
- 1996: Nowhere Man – Ohne Identität!
- 1996: Land’s End – Ein heißes Team für Mexiko
- 1996: Pacific Blue – Die Strandpolizei
- 1997: The Pest – Jagd auf das Chamäleon
- 1997: The Jeff Foxworthy Show
- 1998: Lucky, der reichste Hund der Welt (Fernsehfilm)
- 1998: Millennium – Fürchte deinen Nächsten wie Dich selbst
- 1998: Die lieben Kollegen
- 1999: Hör' mal, wer da hämmert
- 1999: Buddy Boy
- 1999: Verrückt in Alabama
- 1999: Felicity
- 2000: Everything Put Together
- 2000: Roswell
- 2000: Cover Me: Based on the True Life of an FBI Family
- 2000: The Huntress
- 2000: Starlets
- 2000: Lost Souls – Verlorene Seelen
- 2000: Titus
- 2000: CSI: Vegas
- 2000: Battle of the Sitcoms
- 2001: Diagnose: Mord
- 2001: JAG – Im Auftrag der Ehre
- 2001: Angel – Jäger der Finsternis
- 2001: FreakyLinks
- 2001: Providence
- 2001–2002: Crossing Jordan – Pathologin mit Profil
- 2002: It's All About You
- 2002: A Lighter Shade of Pearl
- 2002: Charmed – Zauberhafte Hexen
- 2003: Born 2 Die
- 2003: Malcolm mittendrin
- 2003: Zeit der Sehnsucht
- 2003: Grand Theft Parsons
- 2004: Navy CIS
- 2004: Neid
- 2004: Explosionsgefahr: Eine Stadt am Abgrund (Fernsehfilm)
- 2004: American Dreams
- 2004: Girlfriends
- 2004: Million Dollar Baby
- 2005: Emergency Room – Die Notaufnahme
- 2006: Four Kings
- 2006: Bones – Die Knochenjägerin
- 2006: Weeds – Kleine Deals unter Nachbarn
- 2007: Cold Case – Kein Opfer ist je vergessen
- 2013: Banshee: Small Town. Big Secrets.
- 2016: Mercy Street

## Quellnachweise
1. ↑  Tom McCleister. abouttheartists.com, abgerufen am 28. Juli 2019 (englisch).
2. ↑  Polly Warfield:  Tom McCleister's Christmastime Theatrical Extravaganza for Yule 2K In: backstage.com, 25. März 2013. Abgerufen am 28. Juli 2019 (englisch).
3. ↑  Lynne Heffley:  Wild Holiday Puppet Show Puts the ‘Extra’ in Extravaganza In: Los Angeles Times, 30. November 2000. Abgerufen am 28. Juli 2019 (englisch).
4. ↑  Fraser A. Sherman: Cyborgs, Santa Claus and Satan: Science Fiction, Fantasy and Horror Films Made for Television. McFarland & Company, Jefferson, North Carolina 2000, ISBN 978-0-7864-4341-3, S. 84 (englisch, google.de [abgerufen am 28. Juli 2019]).